# Raf de Gregorio
Raffaele de Gregorio (ur. 20 maja 1977 w Wellington) – nowozelandzki piłkarz, grający na pozycji pomocnika.

## Kariera klubowa
Raf de Gregorio rozpoczął karierę w 1996 roku w klubie Wellington United. W 1998 wyjechał do Europy do irlandzkiego klubu Bohemians Dublin. W latach 1998–2000 występował w drugoligowym holenderskim klubie FC Dordrecht. W sezonie 2001-2002 występował w Szkocji w drugoligowym klubie Clyde F.C. W kolejnych latach występował na przemian w Nowej Zelandii i Finlandii, m.in. w Football Kingz, FC Jokerit i HJK Helsinki.
Od 2008 roku jest zawodnikiem YoungHeart Manawatu.

## Kariera reprezentacyjna
W reprezentacji Nowej Zelandii de Gregorio zadebiutował 14 stycznia 2000 w przegranym 0-1 meczu z Chinami. W 2000 roku wystąpił w Pucharze Narodów Oceanii, na którym Nowa Zelandia zajęła drugie miejsce. De Gregorio wystąpił w trzech meczach z Tahiti, Wyspami Salomona i w finale z Australią. W 2002 roku wystąpił w Pucharze Narodów Oceanii, który Nowa Zelandia wygrała. De Gregorio wystąpił w dwóch meczach z Papuą-Nową Gwineą (bramka) i Wyspami Salomona.
W 2003 roku wystąpił w Pucharze Konfederacji, na którym Nowa Zelandia odpadła w fazie grupowej. Na turnieju we Francji wystąpił w dwóch meczach z Kolumbią (bramka w 27 min.) i Francją. W 2004 roku uczestniczył w eliminacjach Mistrzostw Świata 2006. Ostatni raz w reprezentacji wystąpił 4 czerwca 2006 w przegranym 0-4 meczu z Brazylią. Ogółem w latach 2000–2006 w reprezentacji wystąpił w 23 meczach, w których strzelił 2 bramki.